# Biennales internationales du spectacle
Les Biennales internationales du spectacle (BIS, anciennement Rencontres nationales du spectacle vivant) sont une manifestation à destination des professionnels du spectacle créée en 2004.

## Histoire
En 2004, se tient la première édition des Rencontres nationales du spectacle vivant. Entre 3 000 et 3 400 professionnels sont présents pour cette première édition. Celle-ci, imaginée un an auparavant, intervient dans un contexte social tendu,.
Lors de la seconde édition en 2006, elle change de nom pour devenir les Biennales internationales du spectacle afin, selon l'AFP, « d'accentuer sa dimension internationale ». Cette manifestation qui réunit la quasi-totalité des acteurs du spectacle vivant a réuni 4 800 visiteurs. L'édition est marquée, pour la première fois, par la présence du Ministre de la Culture, il s'agissait alors de Renaud Donnedieu de Vabres dans un contexte d'inquiétude des intermittents du spectacle à propos de la réforme de l'assurance-chômage,,.
Entre 2008 et 2012 se sont tenues respectivement les troisième, quatrième et cinquième éditions des BIS. Elles ont attiré environ 8 000 visiteurs avant de franchir la barre des 10 000 professionnels. Sous Nicolas Sarkozy, aucun des Ministres de la Culture (Christine Albanel puis Frédéric Mitterand) ne s'est rendu aux BIS, à la suite des protestations à l'encontre de Renaud Donnedieu de Vabre. Cette manifestation est considérée en 2008 par Le Monde comme « un sommet anti-Sarkozy »,,,,.
En 2014, Aurélie Filippetti retourne en tant que Ministre de la Culture aux BIS pour la première fois depuis 2006. Celle-ci a été néanmoins présente lors de la précédente édition aux côtés de François Hollande, alors candidat à l'élection présidentielle. L'édition suivante, Fleur Pellerin perpétue cette tradition et détaille son annonce à propos d'un crédit d'impôt pour le spectacle vivant,.
Après une huitième édition en la présence de Françoise Nyssen en 2018,, sous la présidence d'Emmanuel Macron, les inquiétudes des professionnels du spectacle reviennent. En 2020, Franck Riester s'y est exprimé sous les huées dans un contexte de la réforme des retraites. Le Monde rapproche cet incident de celui de Renaud Donnedieu de Vabres en 2006,.
En 2021, l'édition est annulée et reportée. Après trois ans d'interruption due à la crise sanitaire de la Covid 19, cette édition se tient en 2023 en la présence de Rima Abdul Malak. Elle a totalisé environ 15 000 professionnels et plus de 180 exposants dans un secteur en « blues »,.
L'édition 2024 est marquée par l'absence de la Ministre de la Culture, alors Rachida Dati nouvellement nommée après un remaniement. Pour les vingt ans, cette dixième édition a été placée sous la thématique du feel good,,,.

## Concept
Toutes les disciplines du spectacle vivant (musique, théâtre, danse, arts de la rue, cirque...) sont représentées,.
Au cours des deux jours, au-delà des rendez-vous professionnels et des stands d’exposition, ont lieu des débats, conférences et tables rondes,,.
Considérée comme un « passage obligé » pour le Ministre de la Culture par France Musique, l'absence d'un Ministre de la Culture aux BIS n'est pas nouvelle. Comme le rapporte Le Monde et l'AFP, sous Nicolas Sarkozy aucun ne s'y est rendu. Rachida Dati renouvelle cette absence en 2024,,.
Depuis 2006, des pays étrangers sont conviés parmi lesquels le Québec, le Japon, la Slovénie etc,.

## Organisation
Les BIS sont organisées depuis leur création par le groupe de presse M Médias (ex-Millénaire), également éditeur du trimestriel la Scène,.
Le Bise Festival est organisé en parallèle de cette manifestation.

## Modèle économique
Le modèle économique repose sur les exposants qui paient une redevance pour exposer leurs stands, l'accès à la manifestation est quant à lui gratuit.
Le nombre de participants est en constante progression au fil des éditions.
| 2004  | 2006  | 2008, | 2010  | 2012   | 2014   | 2016   | 2018,         | 2020   | 2023   | 2024   |
| ----- | ----- | ----- | ----- | ------ | ------ | ------ | ------------- | ------ | ------ | ------ |
| 3 000 | 4 800 | 8 400 | 8 000 | 10 000 | 11 000 | 12 286 | 13 195-13 200 | 13 000 | 14 800 | 15 000 |